# 黑伊尤斯河
黑伊尤斯河是俄羅斯的河流，位於哈卡斯共和國北部。它屬於丘雷姆河的左支流，河道全長178公里，流域面積4,290平方公里，發源自庫茲涅茨克山，河水主要來自雨水和融雪。